# Nowe Siedlisko
Nowe Siedlisko (deutsch Neugut) ist ein Ort in der polnischen Woiwodschaft Ermland-Masuren. Er gehört zur Gmina Ostróda (Landgemeinde Osterode in Ostpreußen) im Powiat Ostródzki (Kreis Osterode in Ostpreußen).

## Geographische Lage
Nowe Siedlisko liegt im Westen der Woiwodschaft Ermland-Masuren, sieben Kilometer östlich der Kreisstadt Ostróda (Osterode in Ostpreußen).

## Geschichte
Neugutt – um 1785 Neugüthchen und nach 1785 Neuguth genannt – wurde 1584 erstmals erwähnt und bestand aus ein paar kleinen Gehöften. Bis 1945 war es Teil der Gemeinde Lubainen (polnisch Lubajny). Gutsbesitzer auf Lubainen und Beugut waren lange Jahre Angehörige der Familie Brüsewitz.
In Kriegsfolge kam Neugut 1945 mit dem gesamten südlichen Ostpreußen zu Polen. Heute ist die Siedlung Teil der Landgemeinde Ostróda (Osterode i. Ostpr.) im Powiat Ostróda (Kreis Osterode in Ostpreußen), bis 1998 der Woiwodschaft Olsztyn, seither der Woiwodschaft Ermland-Masuren zugehörig.

## Kirche
Bis 1945 war Neugut kirchlich nach Osterode hin orientiert und gehörte zur dortigen evangelischen Landkirche in der Kirchenprovinz Ostpreußen der Kirche der Altpreußischen Union sowie zur römisch-katholischen Pfarrkirche der Kreisstadt. 
Heute ist Nowe Siedlisko evangelischerseits immer noch nach Ostróda zugehörig, wobei die Kirchengemeinde jetzt zur Diözese Masuren der Evangelisch-Augsburgischen Kirche in Polen gehört, katholischerseits zur Pfarrei Lubajny im Erzbistum Ermland.

## Verkehr
Nach Nowe Siedlisko besteht eine Straßenverbindung von Lubajny aus. Die nächste Bahnstation ist ebenfalls Lubajny und liegt an der von Posen bis in die russische Oblast Kaliningrad führende Bahnstrecke Toruń–Tschernjachowsk.